# زینب تدو
زینب تدو (انگلیسی: Zeynep Tedü؛ ۲۲ اکتبر ۱۹۴۳ – ) بازیگر اهل ترکیه بود. وی از سال ۱۹۶۴ میلادی تاکنون مشغول فعالیت بوده‌است.